# Droga wojewódzka nr 502
Droga wojewódzka nr 502 (DW502) – droga wojewódzka w woj. pomorskim o długości 14 km łącząca Nowy Dwór Gdański ze Stegną. Droga przebiega przez powiat nowodworski (gminy Stegna i Nowy Dwór Gdański).

## Dopuszczalny nacisk na oś
Na całej długości drogi wojewódzkiej nr 502 dopuszczalny jest ruch pojazdów o nacisku pojedynczej osi do 10 ton.

## Miejscowości leżące przy trasie DW502
- Nowy Dwór Gdański
- Cyganka
- Cyganek
- Tujsk
- Rybina
- Popowo
- Stegna